# Чеплє
Чеплє (словен. Čeplje) — поселення в общині Кочев'є, регіон Південно-Східна Словенія, Словенія. Висота над рівнем моря: 430,1 м.